# Hard Luck - Uno strano scherzo del destino
Hard Luck è un film d'azione del 2006, scritto, prodotto e diretto da Mario Van Peebles, con protagonisti lo stesso Peebles, Wesley Snipes e Cybill Shepherd.

## Trama
Lucky (Wesley Snipes), noto spacciatore, è deciso ad uscire dal giro una volta per tutte. Ogni cosa fila liscia fino al giorno in cui accetta l'invito di un potente gangster del posto che lo coinvolge in un grosso affare, molto pericoloso e delicato, che lo porterà al centro di uno spietato gioco tra una banda di poliziotti corrotti e un feroce serial killer.